# Giovanni Gastone Boccherini
Giovanni Gastone Boccherini (Lucca, 5 de febrero de 1742-después de 1798) fue un libretista, bailarín, coreógrafo y poeta italiano.

## Biografía
Comenzó su carrera como bailarín en Venecia en 1757, en el teatro San Salvatore, continuándola en Trieste hasta 1759 y luego en Viena hasta 1771. Allí fue también director artístico del Burgtheater de 1772 a 1775.
Su amistad con el compositor Antonio Salieri le brindó la oportunidad de iniciar también una carrera como libretista. El primer libreto al que puso música fue el de Le donne letterate, en 1770, pero Boccherini ya había escrito un libreto unos años antes, Turno, re dei Rutoli, que no fue musicado pero fue elogiado por Ranieri di Calzabigi. Sus libretos demuestran «talento para la pantomima y la coreografía y facilidad para manejar las convenciones teatrales».
De 1796 a 1798 fue coreógrafo y superintendente del Teatro de los Caños del Peral de Madrid.
Trabajó también como poeta. Fue miembro de la Academia de la Arcadia con el nombre de Argindo Bolimeo, y en 1774 publicó una colección de Sonetti amorosi e storiati, de «temática escasa y lenguaje descuidado».
Se desconocen las circunstancias y el año de su muerte. Era hermano del compositor Luigi Boccherini.

## Libretos

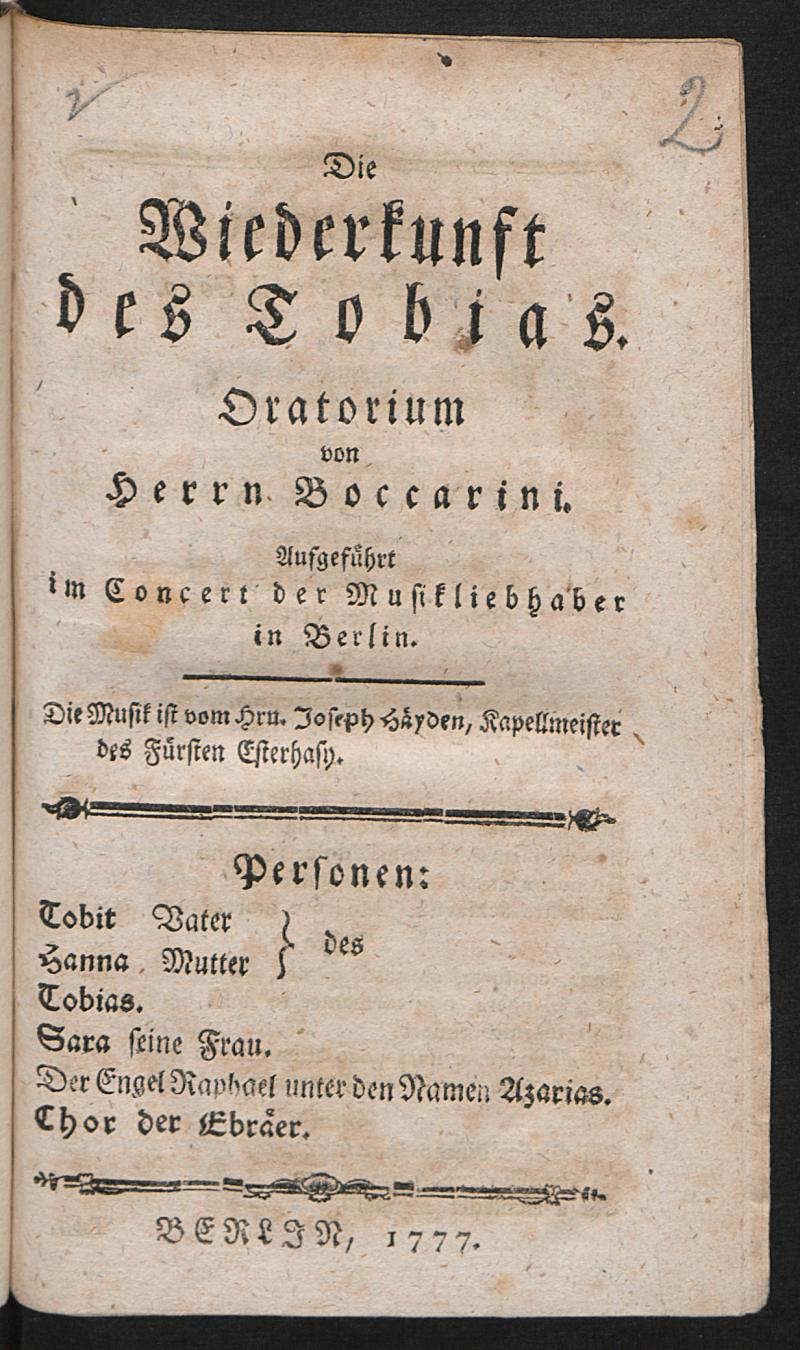
Die Wiederkunft des Tobias (Il ritorno di Tobia), libreto de Giovanni Gastone Boccherini, música de Joseph Haydn (1777).

- Turno, re dei Rutoli, dramma tragico, non musicato (1767)
- Le donne letterate, commedia per musica, música de Antonio Salieri, Viena, Burgtheater (10 de enero de 1770)
- L'amore innocente, pastorale per musica, música de Antonio Salieri, Viena, Burgtheater (1770)
- Don Chisciotte alle nozze di Gamace, divertimento teatrale, música de Antonio Salieri, Viena, Burgtheater (1771)
- La fiera di Venezia, commedia per musica, música de Antonio Salieri, Viena, Burgtheater (29 de enero de 1772)
- I rovinati, commedia per musica, música de Florian Leopold Gassmann, Viena, Burgtheater (23 de junio de 1772)
- La secchia rapita, dramma eroicomico, música de Antonio Salieri, Viena, Kärtnertortheater (21 de octubre de 1772)
- La casa di campagna, dramma giocoso, música de Florian Leopold Gassmann, Viena, Burgtheater (13 de febrero de 1773)
- Il ritorno di Tobia, oratorio, música de Joseph Haydn (1775)
- Cleopatra, ópera seria
- L'ungarese innamorata, opereta
- Le belle amiche, opereta